# Virologins historia

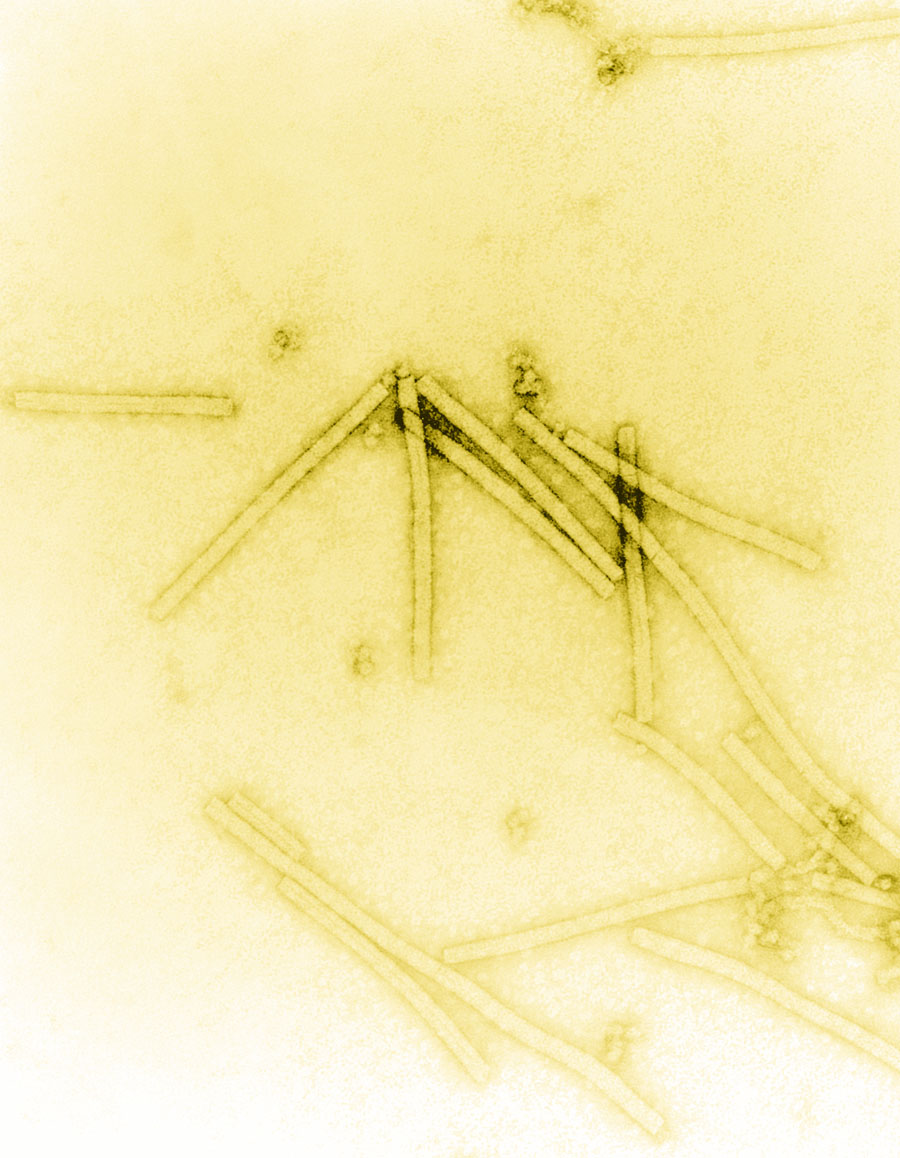
Elektronmikrografi av stavformade partiklar av tobaksmosaikvirus som är för små att se i ett vanligt mikroskop.

Virologins historia – det vetenskapliga studiet av virus och de infektioner de förorsakar – började i slutet av 1800-talet. Fast Louis Pasteur och Edward Jenner hade utvecklat det första vaccinet som skydd mot virala infektioner, visste de inte att virus existerade. På Pasteurs tid, och i många år efter hans död, användes ordet "virus" för att beskriva alla orsaker till infektionssjukdomar. Många bakteriologer upptäckte snart orsaken till ett antal infektioner. Vissa infektioner kvarstod dock, många av dem fruktansvärda, och ingen bakteriell orsak kunde hittas för dem. Dessa "virus" var osynliga och kunde endast odlas i levande djur. Upptäckten av virus var nyckeln som låste upp dörren som dolde den hemliga orsaken till dessa mystiska infektioner. Och även om Kochs postulat inte kunde uppfyllas för många av dessa infektioner, hindrade inte detta banbrytande virologer från att leta efter virus i infektioner som ingen annan orsak kunde hittas för.
Det första beviset för att virus finns kom från experiment med filter som hade porer som var tillräckligt små för att kunna hindra bakterier att komma igenom.  År 1892 använde ryssen Dmitry Ivanovskij ett av dessa filter för att visa att saven från infekterade  tobaksplantor fortfarande var infektiösa mot friska tobaksplantor, fast de hade filtrerats. Den nederländske biologen Martinus Beijerinck kallade den filtrerade infektiösa substansen "virus", och denna upptäckt anses vara början till vetenskapen virologi.

## Pionjärer

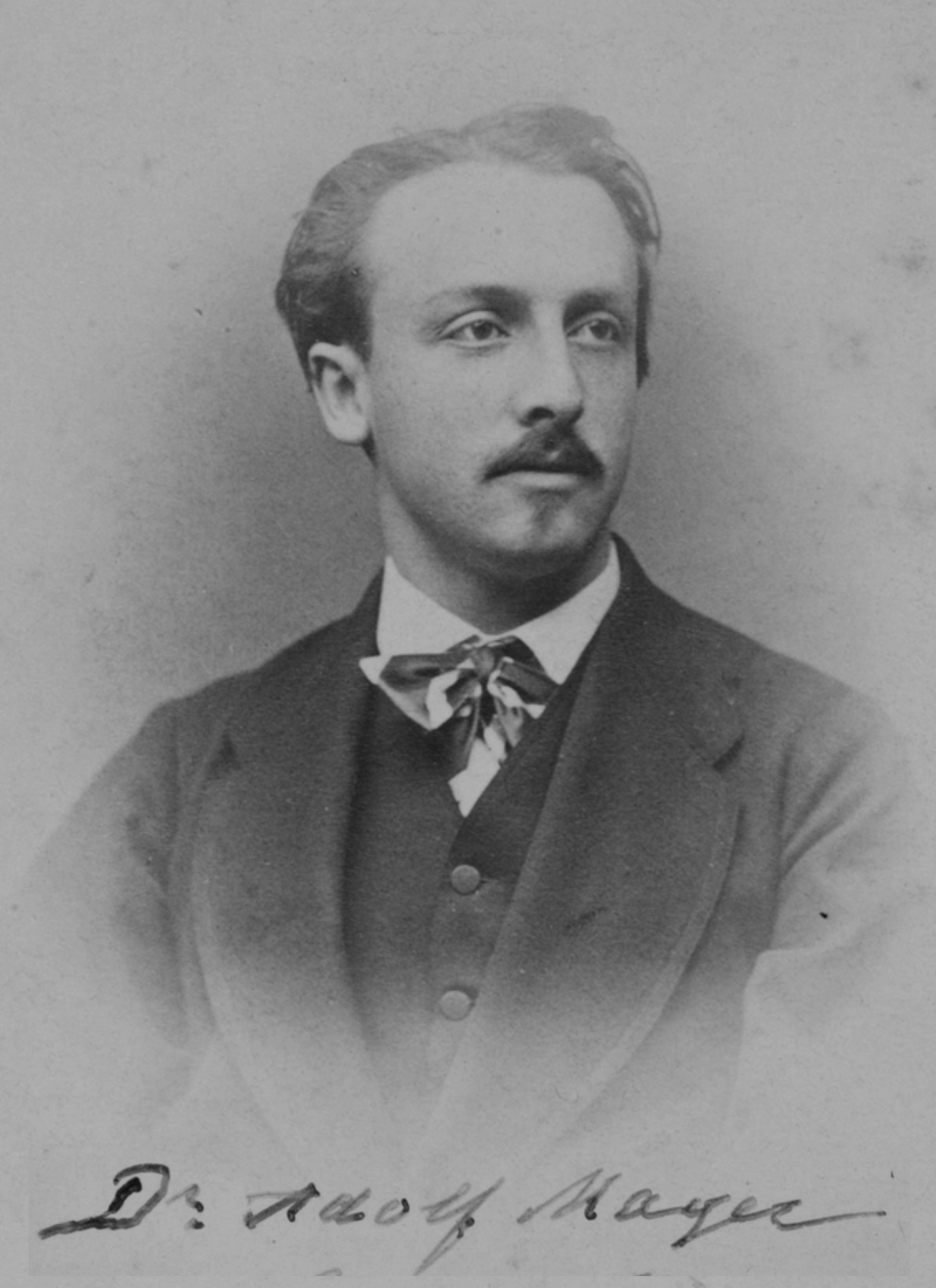
Adolf Mayer 1875.

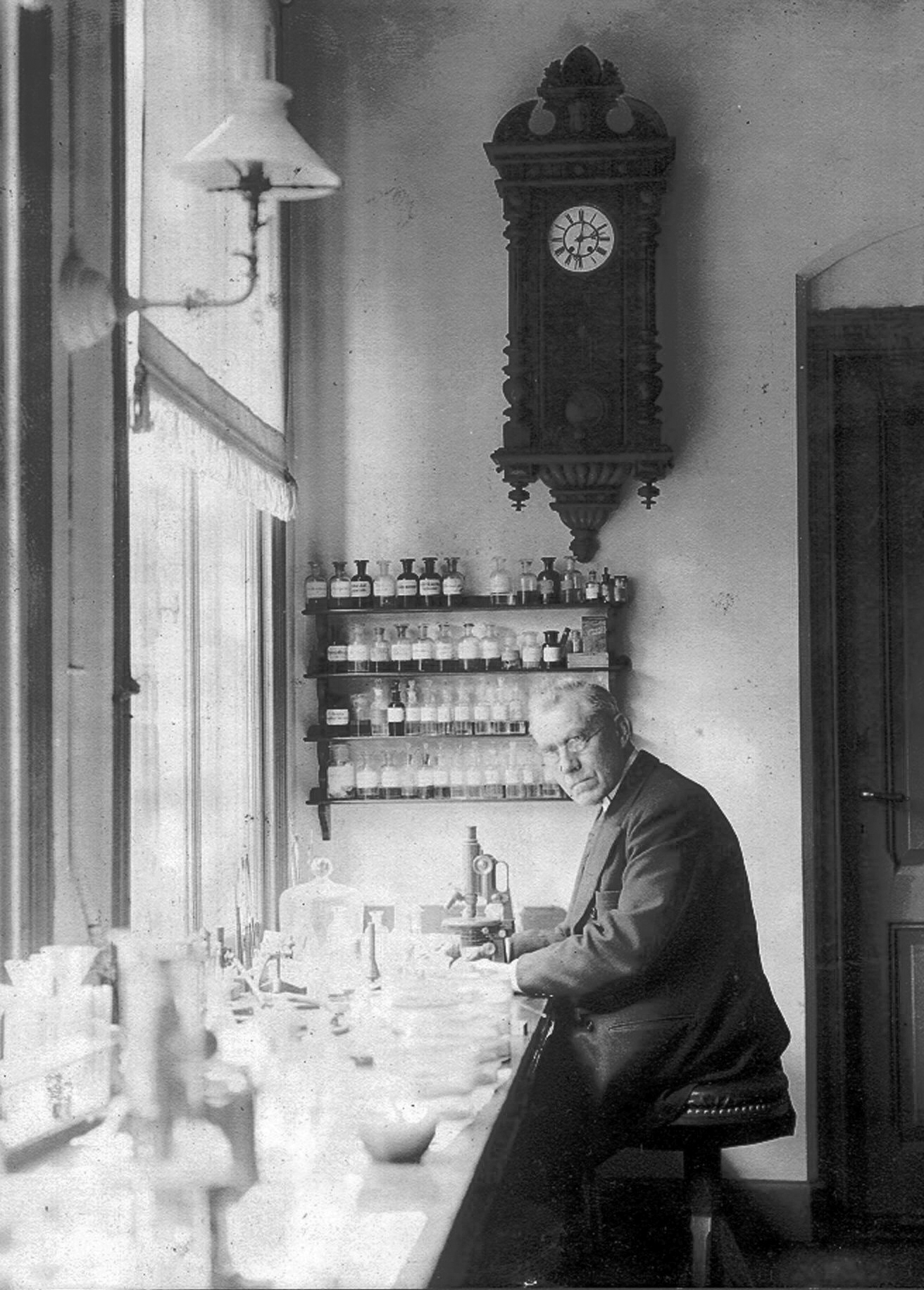
Martinus Beijerinck i sitt laboratorium 1921.

År 1876 undersökte Adolf Mayer (1843–1942)  en ny sjukdom som angrep tobaksplantor. Mayer kallade sjukdomen "tobaksmosaik" genom att den gav fläckiga mönster på tobaksplantornas blad. Mayer visade, som den förste forskaren, att sjukdomen var smittsam. Han visade detta genom att gnida in en frisk plantas blad med sav som han hade fått från en sjuk planta. Mayers slutsats blev att en mycket liten bakterie eller ett gift hade förorsakat sjukdomen.
År 1881 genomförde och publicerade en kubansk läkare, Carlos Finlay (1833–1915), forskning som tydde på att myggor var orsak till gula febern, en teori som bevisades 1900 av en kommission ledd av Walter Reed (1851–1902). Under 1901 och 1902 organiserade William Crawford Gorgas (1854–1920) en utrotning av myggorna på Kuba, vilket dramatiskt minskade förekomsten av sjukdomen. Gorgas organiserade senare utrotning av myggorna i Panama, vilket gjorde att Panamakanalen  kunde öppnas 1914. Viruset isolerades slutligen år 1932 av Max Theiler (1899–1972), och han fortsatte att utveckla ett effektivt vaccin.
År 1892 forskade den ryske biologen Dmitrij Ivanovskij (1864–1920) på tobaksmosaiksjukan utan att han kände till Mayers experiment. Ivanovskij filtrerade sav från en sjuk tobaksplanta med ett filter som inte släppte igenom bakterier och såg att saven förblev smittsam mot friska tobaksplantor, trots att de hade filtrerats. Ivanovskij kallade sjukdomen "löpeld". Ivanovskij ansåg, liksom Mayer, att det rörde sig om ett gift, troligen producerat av bakterier.
Ytterligare några år senare, 1898, gjorde Martinus Beijerinck (1851–1931), som var lärare mikrobiologi i Läroverket för agrikultur i Wageningen, experiment med filter, och hittade, även han, ett ämne som gick att filtrera. Beijerinck gick ett steg längre än Mayer och Ivanovskij, och hävdade att smittämnet levde och hade celler som delade sig. Han förstod att ämnet på något sätt var levande, och han gav det namnet "virus", som var latin för 'gift', 'skadligt ämne' eller 'slemmig vätska'.
Samma år som Beijerinck gjorde sina experiment beskrev tysken Friedrich Löffler (1852–1915) hur ett smittämne hos djur, det virus som förorsakar mul- och klövsjuka, kunde filtreras på samma sätt. 
1935 kunde Wendell Stanley visa att tobaksmosaikviruset (TMV) hade kristallform. 1939 kunde de tre forskarna Gustav Adolf Kausche, Edgar Pfankuch och Helmut Ruska se virus i ett elektronmikroskop.
Under 1950-talet gjorde Alfred Hershey och Martha Chase viktiga upptäckter om replikation av DNA under sina studier på en bakteriofag som heter T2. Detta experiment kallas Hershey-Chase-experimentet. De visade år 1952 att nukleinsyran ensam i ett bakterievirus (en bakteriofag) som innehöll DNA var det som gjorde att all information fördes vidare för produktion av nya viruspartiklar. Tillsammans med Delbrück tilldelades de 1969 Nobelpriset i fysiologi eller medicin "för sina upptäckter angående replikationsmekanismen och den genetiska strukturen hos virus".
Sedan dess har studierna av bakteriofager gett insikter om hur man slår på och stänger av gener, en användbar mekanism för att införa främmande gener i bakterier och många andra grundläggande mekanismer för molekylärbiologi – det vetenskapliga studiet av virus och infektioner som de orsakar.

## Forskning under tidigt 1900-tal

### Bakteriofager
Bakteriofager är virus som infekterar och replikerar i bakterier. De upptäcktes i början av 1900-talet av den engelska bakteriologen Frederick Twort (1877–1950). Men innan dess rapporterade bakteriologen Ernest Hanbury Hankin (1865–1939) 1896 att något i floden Ganges kan döda "Vibrio cholerae" - orsaken till kolera. Ämnet i vattnet kunde ledas genom filter som tar bort bakterier men förstördes genom kokning. Twort upptäckte effekten av bakteriofager på stafylokocker. Han märkte att när de odlades på näringsagar blev vissa kolonier av bakterierna vattniga eller "glasartade". Han samlade några av dessa vattniga kolonier och ledde dem genom ett chamberlandsfilter för att ta bort bakterierna och upptäckte att när filtratet tillsattes till nya kulturer av bakterier, blev i sin tur andra arter av bakterier inklusive "Vibrio cholerae" vattniga.
Félix d’Herelle (1873–1949) var en till största delen självlärd fransk-kanadensisk mikrobiolog. 1917 upptäckte han att "en osynlig antagonist", när den tillsattes bakterier på agar, kunde producera områden med döda bakterier.  Antagonisten, nu känd som en bakteriofag, kunde passera genom ett chamberlandfilter. Han spädde ut lösningar med olika koncenrationer av dessa virus och upptäckte att de högsta utspädningarna (lägsta viruskoncentrationerna), snarare än att döda alla bakterier, bildade områden av döda organismer. Genom att räkna dessa områden och multiplicera med utspädningsfaktorn kunde han beräkna antalet virus i den ursprungliga lösningen. Han insåg att han hade upptäckt en ny form av virus och myntade senare termen "bakteriofag".
Mellan 1918 och 1921 upptäckte d’Herelle olika typer av bakteriofager som kan infektera flera andra bakterier, inklusive "Vibrio cholerae". Bakteriofager skulle kunna användas för behandling för sjukdomar som tyfoid och kolera, men denna möjlighet glömdes med utvecklingen av penicillin.

## Forskning under åren 1930–1940
På 1930-talet kunde Christopher Andrewes (1896–1988) och andra bevisa att bakteriofager var virus. De visade att dessa virus skilde sig åt i storlek och i sina kemiska och serologiska egenskaper.
1940 publicerades det första  elektronmikrografiet av en bakteriofag, och detta tystade skeptiker som hävdade att bakteriofager var relativt enkla enzymer och inte virus.
Många andra typer av bakteriofager upptäcktes snabbt och visade sig infektera bakterier oavsett var de fanns. Den tidiga forskningen avbröts av andra världskriget. d’Herelle internerades av  Vichyregeringen trots sitt kanadensiska medborgarskap, fram till krigsslutet.

### Modern era
Under 1950-talet gjorde Alfred Hershey och Martha Chase viktiga upptäckter om replikation av DNA under sina studier på en bakteriofag som heter T2. Detta experiment kallas Hershey-Chase-experimentet. De visade år 1952 att nukleinsyran ensam i ett bakterievirus (en bakteriofag) som innehöll DNA var det som gjorde att all information fördes vidare för produktion av nya viruspartiklar. Sedan dess har studierna av bakteriofager gett insikter om att slå på och stänga av gener och en användbar mekanism för att införa främmande gener i bakterier och många andra grundläggande mekanismer för molekylärbiologi.